# N'،N-دی سیکلو هگزیل کربودی ایمید
ان،ان-دی سیکلو هگزیل کربودی ایمید (به انگلیسی: N,N'-Dicyclohexylcarbodiimide) یک ترکیب شیمیایی با شناسه پاب‌کم ۱۰۸۶۸ است. شکل ظاهری این ترکیب، پودر بلورین سفید است.